# Inge Krokann
Inge Krokann (ur. 19 sierpnia 1893 w Oppdal, zm. 27 grudnia 1962) – pisarz norweski.
Pisał w języku nynorsk, który traktował jednak z dużą swobodą stylistyczną i leksykalną, natomiast bohaterowie jego utworów posługują się dialektem Oppdal. Dlatego też dzieła Inge Krokanna są bardzo trudne do przetłumaczenia. Tematami twórczości pisarza są relacje międzyludzkie i postawa człowieka wobec surowej przyrody norweskiej od średniowiecza po wiek dwudziesty.

## Twórczość
- I Dovre-sno (1929)
- Gjennom fonna (1931)
- Olav Aukrust (1933)
- På linfeksing (1934)
- Blodrøter (1936)
- Då bondene reiste seg (1937)
- Det store hamskiftet i bondesamfunnet (1942)
- Under himmelteiknet (1944)
- Dikt (1947)
- Ut av skuggen (1949)
- Gravlakt av lynet (1952)
- Oppdal, bygda mi (1952)